# Vitoideae
Vitoideae je potporodica lozovki kojoj pripadaju svi rodovi porodice osim roda Leea.
Opisana je 1836.

## Rodovi
1. Subfamilia Vitoideae Eaton
  1. Tribus Ampelopsideae J. Wen & Z. L. Nie
    1. Ampelopsis Michx. (19 spp.)
    2. Nekemias Raf. (8 spp.)
    3. Rhoicissus Planch. (11 spp.)
    4. Clematicissus Planch. (6 spp.)

  2. Tribus Parthenocisseae J. Wen & Z. D. Chen
    1. Yua C. L. Li (3 spp.)
    2. Parthenocissus Planch. (14 spp.)

  3. Tribus Viteae Dumort.
    1. Vitis L. (79 spp.)
    2. Pterisanthes Blume (15 spp.)
    3. Nothocissus (Miq.) Latiff (6 spp.)
    4. Ampelocissus Planch. (94 spp.)

  4. Tribus Cisseae Rchb.
    1. Cissus L. (270 spp.)

  5. Tribus Cayratieae J. Wen & L. M. Lu
    1. Cyphostemma (Planch.) Alston (240 spp.)
    2. Afrocayratia J.Wen, L.M.Lu, Rabarij. & Z.D.Chen (7 spp.)
    3. Cayratia Juss. (36 spp.)
    4. Causonis Raf. (20 spp.)
    5. Pseudocayratia J. Wen, L. M. Lu & Z. D. Chen (6 spp.)
    6. Acareosperma Gagnep. (1 sp.)
    7. Tetrastigma (Miq.) Planch. (140 spp.)